# Alexandru Șoltoianu
Alexandru Șoltoianu (n. 24 august 1933, Inești, raionul Telenești, județul Orhei, România – d. 13 aprilie 2022) a fost un disident politic basarabean, membru al Frontului Național Patriotic din Moldova.
А absolvit Institutul de relații internaționale la Moscova.
Este unul din semnatari apelului adresat lui Nicolae Ceaușescu în 1972. După denunțarea acestor semnatari de către generalul de securitate Ion Stănescu-Silagy (președintele Consiliului Securității de Stat al RSR) a fost deportat pentru 4 ani în Siberia ca urmare a apartenenței la Frontul Patriotic Național din Moldova.
Conform dosarului penal fabricat de KGB, Al. Șoltoianu a fost judecat pentru formarea și conducerea unui partid naționalist, anticomunist, antisovietic (Partidul renașterii Naționale din Moldova). A fost arestat în luna decembrie 1972 la Lvov, iar dosarul lui Șoltoianu în RSSM a fost controlat de Piotr Civertko. A fost deținut în lagărul nr. 19 din Mordovia, unde se afla în detenție și Gheorghe Ghimpu. A petrecut 14 ani în închisorile sovietice fiind eliberat doar în 1986.
Pe 23 august 2010, președintele interimar al Republicii Moldova și președintele Parlamentului Republicii Moldova, Mihai Ghimpu, i-a conferit lui Alexandru Șoltoianu „Ordinul Republicii”, alături de un grup de luptători împotriva regimului totalitar comunist de ocupație.
După eliberare s-a întors în Tiraspol, apoi în apartamentul său din Moscova, unde a continuat să locuiască și după 1991, când Moldova a devenit independentă. Cu toate acestea, a rămas activ în organizațiile unioniste din Moldova. S-a alăturat Consiliului Național pentru Reîntregire al lui Mircea Druc. În 1990 a încercat să candideze pentru funcția de deputat al poporului al URSS, dar nu i-a fost permis. Tot în 1990 a devenit consilier în Ministerul Securității Naționale, fiind demis în 1994, după ce forțele pro-ruse au câștigat puterea.
Alexandru Șoltoianu a murit la 13 aprilie 2022. Anunțul a fost făcut de Octavian Țîcu.

## Scrieri
- Alexandru Șoltoianu: O viață sacrificată pentru țară. 212.p.
- Alexandru Șoltoianu: Dosar Penal. În: Memoria-Revista gândirii arestate, numărul 16.